# Ermete Novelli
Ermete Novelli (Lucca, 5 maggio 1851 – Napoli, 29 gennaio 1919) è stato un attore italiano, riconosciuto come uno dei più grandi maestri dell'arte drammatica italiana.

## Biografia

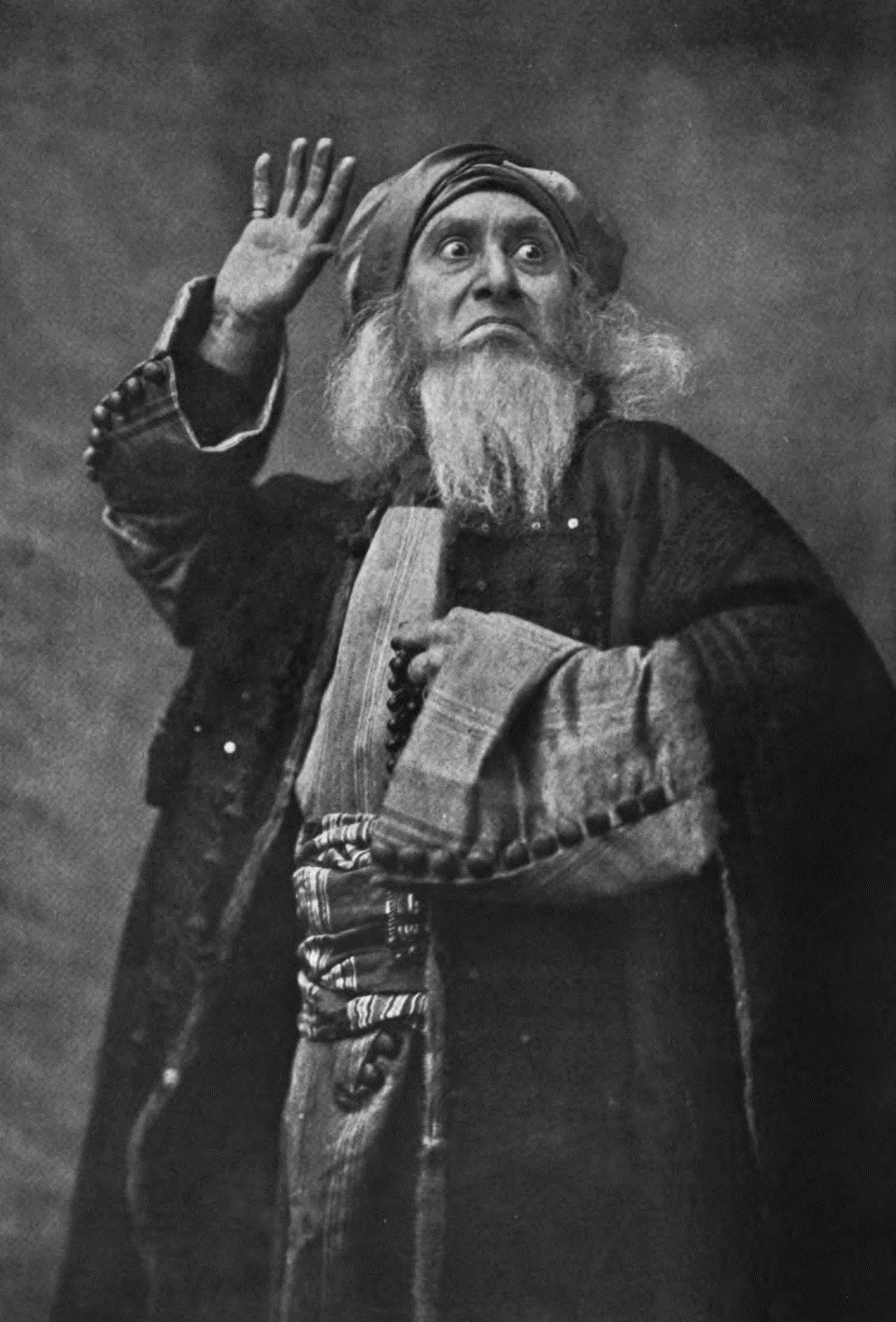
Ermete Novelli nei panni di Shylock

Era discendente di una nobile e antica famiglia  romagnola - una di quelle dodici, racconta lui stesso, della famosa "Colonna dell'ospitalità" di Bertinoro - ma nonostante il casato, « patì la miseria e la fame » in quanto il padre faceva il suggeritore teatrale, cosa che lo portò ben presto a entrare in arte: il suo primo ingaggio avvenne infatti nel 1866, dunque a 15 anni, in una compagnia a Viadana che prese genitore e figlio insieme.
Nel 1873 sposò l'attrice Lina Marazzi, cugina di Angelo Diligenti, da cui ebbe due figli: Sandro ed Enrico, il quale diventerà illustratore, artista e autore di libri per ragazzi con lo pseudonimo di Yambo. 
Dopo il precoce debutto, e dopo aver lavorato con Luigi Bellotti Bon, ancora giovanissimo diventò in breve tempo uno dei più apprezzati interpreti teatrali italiani, dapprima nel genere pochadistico, assieme a Claudio Leigheb, e, a partire dal 1890, in quello shakespeariano.
Dal 1884 fu capocomico e, dal 1891 al 1894, lo fu in società con Claudio Leigheb.
Nel 1900 fondò in Italia il primo teatro stabile, "Casa Goldoni", presso il Teatro Valle di Roma. Nel 1902 tornò a Bertinoro, dove fra l'altro scrive l'autobiografia "Foglietti sparsi narranti la mia vita", opera che ebbe pubblicazione postuma a cura del figlio Enrico. 
Fu anche attore cinematografico: Il mercante di Venezia (1910), Re Lear (1910) e La gerla di papà Martin (1914), tra gli altri, dove recita a fianco di Francesca Bertini, e della seconda moglie Olga Giannini.
Il 19 febbraio 1915, al Teatro Dal Verme di Milano, alcuni importanti attori italiani dell'epoca portarono in scena Goldoni e le sue sedici commedie nuove di Paolo Ferrari in onore di Virginia Reiter e di Ermete Novelli che si ritiravano dalle scene. Novelli aveva la parte di Tita, il suggeritore.
A inizio 1919, nel corso di una tournée a Benevento, fu colpito da un attacco cardiaco. Morì nella sua casa di Napoli il 29 gennaio 1919.
Ermete Novelli fece parte della Massoneria.

## Filmografia

### Attore
- La morte civile, regia di Gerolamo Lo Savio (1910)
- Re Lear, regia di Gerolamo Lo Savio (1910)
- Il mercante di Venezia, regia di Gerolamo Lo Savio (1910)
- Michele Perrin, regia di Eleuterio Rodolfi (1913)
- La gerla di papà Martin, regia di Eleuterio Rodolfi (1914)
- Il più grande amore, regia di Enrico Novelli (1915)
- Per la Patria!, regia di Ugo Falena (1915)
- Automartirio, regia di Ivo Illuminati (1917)
- La morte che assolve, regia di Alberto Carlo Lolli (1918)

### Regia
- Che cosa triste è la guerra (1914)[12][13]

## Opere
- Foglietti sparsi narranti la mia vita (a cura di Yambo), Arnoldo Mondadori, Roma, 1919.

## La memoria
A Ermete Novelli sono dedicate strade in molte città d'Italia, da Roma a Bologna a Milano (una piazza); nella sua terra d'origine gli è stato intitolato il teatro comunale di Rimini, che lui stesso per qualche anno aveva gestito; a Bertinoro, dove scrisse la propria autobiografia e dove aveva costruìto un teatro distrutto dai bombardamenti nella Seconda Guerra Mondiale, di fronte alla sua casa nella piazza a lui dedicata, un'erma lo ricorda ai passanti, mentre alcuni dei suoi cimeli sono conservati nel palazzo municipale.

### PremioErmete Novelli
Nel 2002 a Bertinoro è stato fondato dal maestro Leonardo Bragaglia e dall'editore Paolo Emilio Persiani il Premio Ermete Novelli, che con cadenza biennale viene consegnato come riconoscimento alla carriera di grandi attori che abbiano battuto un repertorio simile a quello di Novelli o che gli si siano avvicinati per altri meriti artistici.
Elenco edizioni con i relativi premiati:
- 1ª Edizione: Mario Scaccia
- 2ª Edizione: Roberto Herlitzka
- 3ª Edizione: Franca Nuti e Moni Ovadia
- 4ª Edizione: Arnoldo Foà
- 5ª Edizione: Franca Valeri
- 6ª Edizione: Elio Pandolfi
- 7ª Edizione: Valeria Valeri
- 8ª Edizione: Antonio Rezza e Flavia Mastrella
- 9ª Edizione: Glauco Mauri
- 10ª Edizione: Ivano Marescotti
- 11ª Edizione: Neri Marcorè